# Лепахин, Владимир Константинович
Влади́мир Константи́нович Лепахин (род. 11 февраля 1941) — советский и российский фармаколог, профессор, член-корреспондент РАМН (1988), действительный член Международной академии наук высшей школы и Международной академии информатизации. Основное направление научной деятельности — разработка фундаментальных и прикладных проблем клинической фармакологии.

## Биография
После окончания в 1964 году I Московского медицинского институтв им. И. М. Сеченова В. К. Лепахин поступил в аспирантуру, а затем работал ассистентом на кафедре фармакологии того же института.
В 1968 году защитил кандидатскую диссертацию на тему «Сравнительная чувствительность различных мышц к миорелаксантам».
В 1972—1992 годах работал в Фармакологическом комитете Минздрава СССР, последовательно занимая должности старшего научного сотрудника, заместителя председателя и председателя комитета.
В 1974 году вместе с ведущими экспертами ВОЗ В. К. Лепахин принял участие в подготовке «Методических рекомендация по оценке лекарств для применения у людей», где впервые сформулированы принципы и стандарты проведения доклинических и клинических испытаний новых фармакологических средств (Good Clinical Practice). Являясь постоянным членом Комитета экспертов ВОЗ по оценке лекарств, Владимир Константинович принимал активное участие в разработке основополагающих документов ВОЗ в этой области («Основные лекарственные средства», «Национальная политика в области лекарств», «Рациональное использование лекарственных средств» и др.)
В 1980 году защитил докторскую диссертацию по проблеме «Фармакокинетические исследования и экспертиза лекарственных средств». В этом же году организовал и стал ответственным редактором первого в СССР реферативного журнала «Клиническая фармакология».
С 1985 года является руководителем кафедры общей и клинической фармакологии Университета дружбы народов, одновременно занимая пост помощника, специального советника генерального директора ВОЗ.
С 1989 по 1992 года занимал пост заместителя министра здравоохранения СССР.
В 1991—1994 годах возглавлял Российский государственный институт лекарств. В период работы в Фармакологическом комитете Минздрава СССР, а затем Минздрава России под руководством и при непосредственном участии Владимира Константиновича проведены клинические испытания сотен новых фармакологических средств, в результате чего наиболее эффективные лекарственные препараты были разрешены в России.
В 1990 году по инициативе Владимира Константиновича был организован Всесоюзный государственный центр экспертизы лекарств. Став первым директором этого института, В. К. Лепахин внёс большой вклад в создание системы клинического изучения новых лекарств.
В 1993 году Владимир Константинович организовал первые в России курсы по подготовке специалистов в области клинических испытаний в соответствии с международными стандартами. Важное практическое значение имеют труды В. К. Лепахина в области изучения безопасности лекарственных средств, получившие международное признание. Он является автором нескольких разделов международной энциклопедии по безопасности лекарств «Побочные действия лекарственных средств».
По инициативе В. К. Лепахина с 1994 года в России стал выпускаться бюллетень «Безопасность лекарств»(с 2013 года – журнал «Безопасность и риск фармакотерапии»), а в 1997 году был создан федеральный центр по контролю безопасности лекарств. Возглавив этот центр, он внедрил в России современную систему изучения побочных действий лекарств как на федеральном, так и на региональном уровнях.
В октябре 2007 года. Владимиром Константиновичем создан Федеральный центр мониторинг безопасности лекарственных средств (ФЦ МБЛС) и открыты 60 региональных центров мониторинга безопасности лекарственных средств по всей территории Российской Федерации.
В августе 2010 года ФЦ МБЛС переименован в Центр экспертизы безопасности лекарственных средств.
Международным признанием деятельности Владимира Константиновича является участие Российской Федерации в качестве полноправного члена программы ВОЗ по международному мониторированию лекарств.

Под руководством В. К. Лепахина на кафедре общей и клинической фармакологии РУДН проведены оригинальные исследования в области экспериментальной и клинической фармакологии, разработаны новые лекарственные формы, изучены фармакокинетика, взаимодействие и переносимость ряда сердечно-сосудистых лекарственных средств.
Большое внимание В. К. Лепахин уделяет подготовке квалифицированных кадров медицинских и научных работников. Владимир Константинович является соавтором первых в нашей стране Учебника по клинической фармакологии для студентов (1988) и Руководства по клинической фармакологии для врачей (1994).
Женат на Астаховой Алле Васильевне.